# Paola Brumana
Paola Brumana (* 26. November 1982 in Como) ist eine ehemalige italienische Fußballspielerin.

## Karriere

### Vereine
Brumana spielte das erste Mal im Seniorinnenbereich für den in ihrem Geburtsort ansässigen und im Jahr 2000 gegründeten FCF Como 2000 ASD in der Serie A, der höchsten Spielklasse im italienischen Frauenfußball. Nach Verona gelangt war sie für den Ligakonkurrenten Foroni Verona FC in der Saison 2003/04 aktiv und verabschiedete sich mit ihrem ersten Meistertitel. Anschließend spielte sie für den ASD CF Bardolino. Während ihrer zweijährigen Vereinszugehörigkeit gewann sie mit der Mannschaft je einmal die Meisterschaft und den nationalen Vereinspokal.
In Tavagnacco, nördlich von Udine gelegen, gehörte sie von 2006 bis 2018 dem ASD UPC Tavagnacco an, für den sie bis zu ihrem Karriereende 250 Punktspiele bestritt und 181 Tore in der höchsten Spielklasse erzielte. Während ihrer Vereinszugehörigkeit gewann sie zweimal den nationalen Vereinspokal, war dreimal unterlegener Finalist im Wettbewerb um den italienischen Superpokal und auch in der Meisterschaft verpasste sie zweimal den Titel als jeweils Zweitplatzierter hinter ASD Torres Calcio. Dieses Ergebnis berechtigte immerhin zur Teilnahme an der Champions League. In diesem Wettbewerb bestritt sie je zweimal die beiden in Hin- und Rückspiel ausgetragenen Erstrunden-Begegnungen gegen LdB FC Malmö und Fortuna Hjørring.

### Nationalmannschaft
Brumana debütierte als Nationalspielerin in der U19-Nationalmannschaft, mit der sie vom 9. bis zum 13. April 2001 drei Spiele der EM-Qualifikationsgruppe A bestritt. Das erste Spiel wurde in Padenghe sul Garda im Städtischen Stadion „Giovanni Battista Vighenzi“ mit 3:0 gegen die U19-Nationalmannschaft Belgiens gewonnen, das zweite in Neapel im Stadion „San Pietro“ mit 1:2 gegen die U19-Nationalmannschaft Dänemarks verloren und das dritte in Desenzano del Garda im Drei-Sterne-Stadion „Francesco Ghizzi“ mit 3:1 gegen die Schweizer U19-Nationalmannschaft gewonnen; in diesem gelang ihr mit dem Treffer zur 1:0-Führung in der 40. Minute ihr erstes Länderspieltor.
Ihr erstes A-Länderspiel bestritt sie am 13. November 2004 in Crotone beim 2:1-Sieg über die Nationalmannschaft Tschechiens im Playoff-Hinspiel für die Europameisterschaft 2005. Im Zeitraum von Februar 2005 bis Februar 2007 kam sie in vier in Freundschaft ausgetragenen Länderspielen zu Kurzeinsätzen, bedingt durch Einwechslungen.
Brumana gehörte dem Aufgebot für die in Schweden ausgetragene Europameisterschaft 2013 an und wurde einzig im letzten Spiel der Gruppe A bei der 1:3-Niederlage gegen die Nationalmannschaft Schwedens am 16. Juli eingesetzt. Als Gruppenzweiter gelangte ihre Mannschaft ins Viertelfinale, in dem sie am 21. Juli gegen die Nationalmannschaft Deutschlands nach der 0:1-Niederlage in Halmstad aus dem Turnier ausschied.
Im Jahr darauf nahm sie mit ihrer Mannschaft am Turnier um den Zypern-Cup 2014 teil und bestritt das erste und dritte Spiel der Gruppe A gegen die Nationalmannschaften Englands (0:2) und Finnlands (1:1) sowie das Spiel um Platz 7, das gegen die Nationalmannschaft Australiens mit 2:5 verloren wurden. Zuvor und danach kam sie in vier und einem Spiel der WM-Qualifikationsgruppe 2 zum Einsatz. In ihrem letzten Gruppenspiel beim 11:0-Sieg über die Nationalmannschaft Nordmazedoniens am 8. Mai 2014 in Skopje erzielte sie ihr einziges A-Länderspieltor. Ihre A-Länderspielkarriere fand mit dem 2:2-Unentschieden gegen die Nationalmannschaft der Ukraine in Lwiw im Rückspiel des WM-Entscheidungsspiel der Runde 1 am 29. Oktober 2014 ihr Ende.

## Erfolge
ASD UPC Tavagnacco
- Zweiter Italienische Meisterschaft 2011, 2013
- Italienischer Pokal-Sieger 2013, 2014, -Finalist 2015
- Italienischer Superpokal-Finalist 2012, 2014, 2015

ASD CF Bardolino
- Italienischer Meister 2005
- Italienischer Pokal-Sieger 2006

Foroni Verona FC
- Italienischer Meister 2004